# Campeonato Europeo de Biatlón de 1998
El V Campeonato Europeo de Biatlón se celebró en Minsk (Bielorrusia) en 1998 bajo la organización de la Unión Internacional de Biatlón (IBU).

## Resultados

### Masculino
| Evento              | Oro                                                                                   | Plata                                                                         | Bronce                                                                             |
| ------------------- | ------------------------------------------------------------------------------------- | ----------------------------------------------------------------------------- | ---------------------------------------------------------------------------------- |
| 10 km velocidad     | Jēkabs Nākums Letonia                                                                 | Alexandr Popov · Bielorrusia ·                                                | Ilmārs Bricis Letonia                                                              |
| 20 km individual    | Serguei Rozhkov · Rusia ·                                                             | Stefan Hodde · Alemania ·                                                     | Ilmārs Bricis Letonia                                                              |
| 12,5 km persecución | Gunar Bretschneider · Alemania ·                                                      | Ilmārs Bricis Letonia                                                         | Oļegs Maļuhins Letonia                                                             |
| Relevos 4 × 7,5 km  | Alemania · Ulf Karkoschka · Marco Morgenstern · Mark Kirchner · Gunar Bretschneider · | Noruega · Kjetil Sæter · Kim Skutbergsveen · Bård Mjølne · Stig-Are Eriksen · | Bielorrusia · Igor Pesterev · Alexandr Ivanovski · Ivan Pesterev · Dmitri Shijov · |

### Femenino
| Evento             | Oro                                                        | Plata                                                                 | Bronce                                                       |
| ------------------ | ---------------------------------------------------------- | --------------------------------------------------------------------- | ------------------------------------------------------------ |
| 7,5 km velocidad   | Nadezhda Talanova · Rusia ·                                | Natalia Permiakova · Bielorrusia ·                                    | Peggy Wagenführ · Alemania ·                                 |
| 15 km individual   | Nadezhda Talanova · Rusia ·                                | Natalia Permiakova · Bielorrusia ·                                    | Irina Diachkova · Rusia ·                                    |
| 10 km persecución  | Nadezhda Talanova · Rusia ·                                | Janet Klein · Alemania ·                                              | Peggy Wagenführ · Alemania ·                                 |
| Relevos 3 × 7,5 km | Alemania · Peggy Wagenführ · Janet Klein · Andrea Henkel · | Rusia · Irina Diachkova · Svetlana Chernousova · Yuliya Kondratieva · | Finlandia · Satu Pöntiö · Anna-Liisa Rasi · Annukka Mallat · |

## Medallero
| Núm. | País        | Oro | Plata | Bronce | Total |
| ---- | ----------- | --- | ----- | ------ | ----- |
| 1    | Rusia       | 4   | 1     | 1      | 6     |
| 2    | Alemania    | 3   | 2     | 2      | 7     |
| 3    | Letonia     | 1   | 1     | 3      | 5     |
| 4    | Bielorrusia | 0   | 3     | 1      | 4     |
| 5    | Noruega     | 0   | 1     | 0      | 1     |
| 6    | Finlandia   | 0   | 0     | 1      | 1     |
|      | TOTAL       | 8   | 8     | 8      | 24    |